# Возраст зрелости
Возраст разума (фр. L'âge de raison), более известен в России как «Возраст зрелости» — роман Жан-Поля Сартра, первая часть недописанной тетралогии Les chemins de la liberté («Дороги к свободе» или «Дороги свободы»). Действие романа происходит в Париже конца 1930-х, повествование сосредотачивается на трёх днях из жизни 34-х летнего преподавателя философии по имени Матье. Любовница героя, Марсель, объявляет ему, что беременна, и они договариваются, что она сделает аборт. Причины такого решения со стороны Матье — страх «богемного» Матье за то, что в случае появления ребёнка ему придется вступить в «буржуазный» брак; к тому же у него брезжит роман со студенткой Ивиш — сестрой Бориса, бывшего ученика Матье, сына белых эмигрантов из России.
Матье ищет деньги, чтобы заплатить за аборт (являющийся незаконным в тогдашней Франции). Его знакомый, Даниель, а также брат Матье, Жак, небедный юрист, по очереди отказывают герою в деньгах и советуют оставить ребёнка и жениться. В конце концов Матье крадет нужную сумму в 5000 франков у Лолы, любовницы Бориса. Однако когда Матье приносит Марсель деньги, то у них происходит разрыв.
В завершение Матье навещает Даниель и приносит назад 5000 франков. Даниель также сообщает Матье неожиданные для того вещи — он, Даниель, гомосексуал, и что он готов жениться на Марсель и скоро брак, и что они оставят себе ребёнка от Матье.
Матье приходит к выводу, что поведение Даниеля, спонтанное и до конца не понятное самому Даниелю, и есть поведение свободного человека, в отличие от самого Матье, который всегда только «реагирует», а не «действует». Матье мучительно постигает, на протяжении романа, что всегда искал быть «свободным от всего», в то время как свобода возможна исключительно как свобода «от… для…».
L'âge de raison — художественное исследование Сартром своей концепции о том, что свобода, как бы неприятна она ни была — изначально присуща человеку, и что осознанное овладевание ею — единственная и окончательная цель человеческого существования. Роман — иллюстрация понимания Сартром абсолютной свободы через представление подробного отчета о психологии характеров, находящихся в поисках «подлинно свободных» решений и не готовых признать, что они уже свободны.
Книга во многом биографична: Матье — отчасти сам Сартр; Борис — Жак-Лоран Бо (или Бост, ученик Сартра); Ивиш — Ольга Козакевич (en:Olga Kosakiewicz); Марсель — образ, подсказанный Симоной де Бовуар, женой автора.